# Hyaderna
Hyaderna var i grekisk mytologi döttrar till Atlas och Pleione enligt en version, och också då systrar till plejaderna och Hyas som blev dödad av ett vilt djur. Pleione födde Atlas tolv döttrar, plejaderna, men vad som hände med fem av döttrarna är inte helt säkert. De dog antingen av sorg över sin broder Hyas död, eller så var de mer kända som hyaderna.
Enligt en annan version var hyaderna döttrar till Atlas och en annan okeanid, Aethra, vilket skulle göra hyaderna och plejaderna till halvsystrar. Den sista versionen säger att hyaderna var döttrar till Oceanus och Tethys.
Hyaderna har olika namn beroende på vems version man väljer att tro på. Den första uppsättningen namn är Phaesyla, Ambrosia, Coronis, Eudora och Polyxo. Den andra uppsättningen namn är Phaesyle, Coronis, Cleeia, Phaeo och Eudora.
Om hyaderna inte var Atlas och Pleiones barn, skulle fem av de tolv plejaderna ha dött och sedan blivit odödliga tack vare gudarna som tyckte synd om dem, och placerade dem på natthimlen som stjärnor, kallade hyader. Stjärnhopen Hyaderna är inte långt ifrån stjärnhopen Plejaderna som också är placerade på natthimlen efter deras flykt från Orion.